# سهند نورمحمدزاده
سهند نورمحمدزاده (زادهٔ ۱۳۷۵) ورزشکار بدن‌سازی و یکی از زندانیان خیزش ۱۴۰۱ ایران در تهران است که در ۱۶ آبان ۱۴۰۱ به اتهام تخریب و ایجاد حریق در وسایل عمومی به اعدام محکوم شد. این حکم در ۱۰ فروردین ۱۴۰۲ لغو شد.

## اتهامات و دادگاه
۱۶ آبان ۱۴۰۱ جلسه رسیدگی به اتهامات قبادلو در شعبه ۲۹ دادگاه انقلاب تهران برگزار شد. حامد احمدی، وکیل تسخیری نورمحمدزاده، ضمن تأیید ابلاغ حکم اعدام از بابت اتهام محاربه برای او عنوان کرد: «این حکم بدوی است و می‌توان در دیوان عالی کشور به آن اعتراض کرد.»
این معترض که زاده ۱۳۷۵ است در دادگاه از بابت اتهام محاربه از طریق تخریب و ایجاد حریق در وسایل عمومی به منظور اخلال در نظم و امنیت کشور و مقابله با حکومت اسلامی، اجتماع و تبانی به قصد ارتکاب جرم علیه امنیت کشور و اخلال در نظم و آسایش عمومی از طریق شرکت در تجمعات محاکمه شد.
مصادیق و مستندات قوه قضاییه دربارهٔ نورمحمدزاده شامل ویدئوهایی است که به نظر می‌رسد او در میان معترضانی که خیابان را بسته‌اند حضور دارد. اما وکیل او گفته‌است که به هیچ عنوان اقدامات موکل را مشمول عنوان محاربه نمی‌دانیم. شهادت یک متهم علیه یک متهم دیگر به هیچ عنوان، حجیت شرعی وجاهت قانونی ندارد.
در ۱۰ فروردین ۱۴۰۲ وکیل سهند نورمحمدزاده اعلام کرد حکم اعدام لغو، اما سهند به اتهام محاربه به ۱۰ سال تبعید به کهنوج (استان کرمان) ۵ سال زندان به اتهام اجتماع و تبانی و یک سال زندان به اتهام اخلال در نظم عمومی محکوم شده‌است.

## شکنجه
سهند نورمحمدزاده در تماس تلفنی از زندان فشافویه گفت که بارها با چشم‌بند، اعدام نمایشی شده‌است.

## واکنش‌ها
وکیل پرونده در گفت‌وگو با روزنامه شرق خبر از رد نظر قاضی مظلوم توسط قاضی دوم داده بود و گفت: «پرونده هنوز به مرحله صدور حکم نرسیده. بر اساس قانون، رأی نهایی را باید ۲ قاضی، یکی قاضی اصلی یعنی رئیس شعبه و دیگری مستشار، امضا کنند. قاضی اصلی رأی خودش را صادر کرده که متأسفانه حکم محاربه است. خبر بر اساس حکم صادرشده از سوی همان یک قاضی منتشر شده، اما قاضی دوم حاضر نشده رأی صادرشده به عنوان محاربه برای سهند نورمحمدزاده را امضا و تأیید کند. به این ترتیب و بر اساس قانون، حکم صادرشده باید نزد قاضی سوم برود. قاضی سوم رئیس شعبه ۲۷ است».
در این باره مرکز رسانه قوه قضائیه گفت: «بر اساس پیگیری‌های انجام‌شده از شعبه ۲۹ دادگاه انقلاب، مشخص شد ادعای مورد اشاره صحت ندارد و حکم صادرشده به امضای ۲ قاضی پرونده رسیده و تمام مراحل قانونی آن طی شده‌است. به گفته قاضی پرونده، روال قانونی به درستی طی شده و ادعاهای وکیل پرونده صحت ندارد. قابل ذکر است رأی صادرشده اولیه و بدوی بوده و قابل تجدید نظرخواهی در دیوان عالی کشور است».
به گفته پدرسهند نورمحمدزاده، او در اعتراض به حکم اعدام، سه روز اعتصاب غذا کرده‌است.